# Chimenea (minería)
En minería, una chimenea es una labor vertical entre dos galerías excavada en sentido ascendente.
Sus funciones pueden ser varias:
- Ventilación;
- Transporte de material;
- Acceso de servicios; o
- Evacuación de emergencia.

Los métodos de ejecución son típicamente dos:
- Excavación manual, en sentido ascendente por medio de andamios o estructuras que permitan a los mineros excavar hacia arriba hasta conectar las dos galerías.
- Con técnicas mecanizadas de perforación, conocidas como raise boring.
Consiste en ubicar un equipo de perforación en la galería superior, y realizar la perforación, primero en sentido descendente, conectando barrenas sucesivamente hasta llegar a la galería inferior.
Una vez allí, se conecta el escariador que por medio de rotación y tiro irá excavando en sentido ascendente hacia la máquina, dejando caer el material a la galería inferior.